# El arte de tirarse pedos
El arte de peer o de tirarse pedos es un ensayo humorístico pseudo-médico escrito por Pierre-Thomas-Nicolas Hurtaut, y publicado como anónimo en 1751. El título completo del libro es El arte de tirarse pedos. Ensayo teórico-físico y metódico para el uso de las personas estreñidas, de las personas graves y austeras, de las damas melancólicas y de todos los que siguen siendo esclavos de los prejuicios.

## Edición en español
- Pierre-Thomas-Nicolas Hurtaut: El arte de tirarse pedos. Ed. Pepitas de calabaza. Logroño: 2009. ISBN 978-84-937205-5-1.